# Lorenzo De Caro

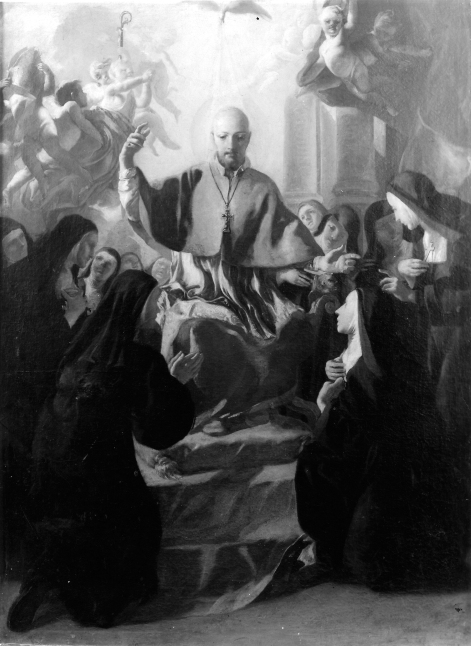
Lorenzo De Caro, La Gloria di San Francesco di Sales

Lorenzo De Caro (Napoli, 29 maggio 1719 – Napoli, 2 dicembre 1777) è stato un pittore italiano.

## Biografia
La figura di Lorenzo De Caro, le cui molteplici opere spiccano per qualità nell'ambito del Settecento napoletano e sul quale lusinghieri sono i giudizi di studiosi e critici d'arte, meriterebbe un approfondito studio monografico; ma ha costituito fattore ostativo la totale assenza di elementi certi sulla sua vita.
De Caro risulta un pittore di origine napoletana, attivo dal 1740 al 1761; il suo nome era noto poiché si leggeva talvolta in calce alle sue opere.
Una prima ricerca, pubblicata in Napoli nobilissima,, ha consentito di individuare i dati anagrafici essenziali; successivamente sono emersi ulteriori elementi biografici, per cui oggi la vita e le opere di tale artista sono state compendiate in un'ulteriore monografia.
Lorenzo Domenico De Caro nasce a Napoli, il 29 maggio 1719, da Pietro Paolo Aniello Carmine e da Anna Maria Cosi, abitanti alla strada di Chiaia; è battezzato il 1º giugno dello stesso anno, nella Parrocchia di Sant’Anna di Palazzo.
Lorenzo sposa a Napoli, il 28 febbraio 1743, all'età di 24 anni, la ventiduenne Anna Mariana Bozza, da cui nascono dieci figli e muore il 2 dicembre 1777 a Napoli, all'età di 58 anni.
Da un censimento eseguito dalla locale parrocchia nel 1757, egli aveva la bottega di pittore al vicolo della Porta Piccola del Rosario, che dalla strada di Chiaia, a man sinistra, conduce sino alla Calata di San Mattia – zona dei Quartieri spagnoli: qui egli abitava con moglie e i tre figli, Pietro, Fortunata e Domenico, rispettivamente di 10, 4 e 2 anni, essendo man mano deceduti gli altri quattro: Giuseppe, Anna Maria Fortunata, Giuseppe Antonio e Felice Giuseppa Vincenza; non erano ancora venuti alla luce Grazia, Rachele e Pasqua.
La localizzazione dell'abitazione di Lorenzo De Caro è comprovata da documenti inediti, rinvenuti presso l'Archivio Storico del Banco di Napoli che custodisce gli atti contabili degli antichi Banchi pubblici napoletani. Tra i documenti del Banco San Giacomo risultano annotati i pagamenti eseguiti dal pittore negli anni 1768 e 1769, in favore del padrone di casa il Principe di Cannito, per l'affitto di due camere, basso per uso di bottega, mezzanino e cantina della casa di detto Principe, sita alla strada che va a Sant'Anna di Palazzo. I documenti del Banco San Giacomo ci fanno anche sapere quale fosse il canone annuo che in quegli anni Lorenzo pagava al Principe: 31 ducati.
Nell'abitazione, la famiglia di Lorenzo ha dimorato parecchi anni, anche dopo la morte del capofamiglia; infatti, in occasione di un successivo censimento del 1804 i locali di proprietà del Principe di Cannito risultavano occupati dalla famiglia del figlio Domenico, nato nel 1755, anche lui pittore.

## Opere

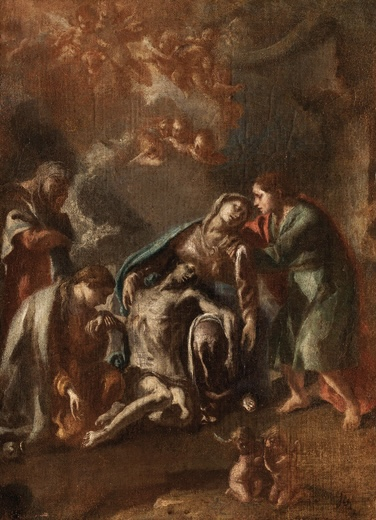
Lorenzo De Caro, Compianto, Olio su tela

- Chiesa dei Santi Filippo e Giacomo (Cappella di San Gennaro), Napoli:

Tele dei Santi Pietro di Alcantara in gloria (detta anche di San Pietro che confessa Santa Teresa, 1759), di Santa Teresa di Avila svenuta, (detta anche di Santa Teresa martire, (1758), dell'Allegoria della fede, di San Gennaro in gloria al momento del martirio della Confessione (detta anche della Decapitazione di San Gennaro), di San Francesco che riceve le stimmate, e della Gloria di Angeli;
- Chiesa dei Santi Severino e Sossio, Napoli:

Tele di San Giacomo (distrutta), e di San Girolamo e ritocchi della Cupola e dei 4 dottori (1746);
- Chiesa di San Bonifacio, Napoli:

Restauro di tela dipinta da Belisario Corenzio;
- Chiesa dell’Annunziata Maggiore, Napoli:

Restauro di tela di Belisario Corinzio, firmato (1746);
- Chiesa di Santa Maria della Scala, Napoli:

Tela della Vergine, restaurata;
- Congrega di San Gerolamo dei Ciechi, Napoli:

Tele della Vergine dei Santi Girolamo e Bartolomeo (1750, dispersa) e della Madonna del Carmine;
- Chiesa di San Diego all'Ospedaletto, Napoli:

Tele dell'Apparizione dell'Ostensorio a San Pasquale Baylon (sita nella prima cappella a destra) e della Gloria del Santissimo;
- Chiesa di Gesù e Maria, Napoli:

Tela del Calvario, trafugata nel 1979;
- Chiesa di Santa Caterina da Siena, Napoli:

Tele della Madonna delle anime purganti e del Mistico sposalizio di Santa Caterina;
- Chiesa di Santa Maria della Neve (oggi San Giuseppe a Chiaia), Napoli:

Tele di San Vincenzo Ferreri e di San Ludovico Bertrando (o San Luigi);
- Chiesa di Santa Maria della Pazienza alla Cesarea, Napoli:

Tele dell'Allegoria della fede (1761) e dell'Estasi di S.Pasquale Baylon;
- Chiesa di Santa Maria del Buon Consiglio a Capodimonte, Napoli:

Tela dell'Addolorata;
- Chiesa di Santa Maria dell'Olivella – Sant'Elia Fiumerapido (FR):

Tela della Visitazione di Maria (firmata);
- Ospedale della Trinità dei Pellegrini, Napoli:

L'affresco della volta, raffigurante San Filippo Neri in ginocchio tra pellegrini e confratelli della Congrega al cospetto della SS. Trinità è stato distrutto in seguito ad eventi bellici. A pie' dell'affresco si leggeva «Laurentius De Caro P. MDCCL»;
- Appartamento dell’Arcivescovo di Napoli, Largo Donnaregina, Napoli,(già presso il Museo Nazionale della Ceramica Duca di Martina):

Tela dello Sposalizio della Vergine, tela della Decollazione del Battista, dell'Apparizione di San Michele Arcangelo sul Monte Gargano, tela di San Francesco d'Assisi che riceve le stimmate e tela della Coronazione di spine;
- Cappella della Carità di Dio, Napoli:

Tela della Madonna delle anime purganti (1760);
- Chiesa della Compagnia della Disciplina della Santa Croce, Napoli:

Tela della Madonna delle Grazie;
- Cappella della Pietà, annessa al Collegio Landriani, Portici (NA):

Tele della Crocifissione, del Compianto su Cristo e del Rinvenimento della Croce (1756 e 1757);
- Parrocchia di Piedimonte San Germano, Cassino (FR):

Tela del Martirio di San Bertario, tela della Invenzione della Croce e tela della Gloria di San Germano (distrutte);
- Convento di San Francesco, Bracigliano (SA):

Calvario (affresco);
- Convento di Pietrapertosa, (PZ):

Tele di San Rocco e dell'Addolorata;
- Museo di Capodimonte, Napoli:

Tele di San Pietro e di San Paolo;
- Museo Correale, Sorrento (NA):

Tela del Riposo durante la fuga in Egitto;
- Museo di San Martino, Napoli:

Tele della Coronazione di spine, di San Francesco Saverio che converte gli infedeli e di San Giovanni di Dio;
- Museo del Sannio, Benevento:

Tela della Fuga in Egitto;
- Museo Diocesano, Nola (NA):

Tela dell'Eterno padre (attribuzione);
- Pinacoteca Nazionale di Bologna:

Tela della Cacciata di Eliodoro dal tempio (esposta presso la locale Prefettura);
- Pinacoteca di New York, (già Cristie's), (USA):

Tela di Samuele che unge Re David;
- Museum Of Fine Arts, Boston, (USA):

Tela del Trionfo di David;
- Institut Of Art, Detroit, (USA):

Tele di Ester e Assuero e dell'Adorazione del Vitello d'oro;
- Galleria degli Uffizi, Firenze:

Tela della Virtù;
- Museo delle Belle Arti, La Valletta (Malta):

Tela di San Francesco Saverio;
- Museo di Soletta (Svizzera):

Tele dell'Educazione della Vergine e dell'Adorazione dei Magi;
- Collezione privata Achille Della Ragione, Napoli, (già presso la Pinacoteca di Zurigo -Koetser Gallery, Svizzera):

Tela della Decollazione di un Santo;
- Collezione Molinari Pradelli, Marano di Castenaso, BO:

Tele della Vergine addolorata, del Trionfo di Giuditta, della Conversione di San Paolo, e della Caduta di San Paolo da cavallo (quest'ultima, già in collezione Bastianelli, Roma);
- Collezione privata, Milano:

Tela della Morte di Abele;
- Collezione Finarte, Roma:

Tela della Predica di San Francesco di Sales alle Salesiane;
- Collezione Pisani, Napoli:

Tele di Ferdinando IV, Carlo di Borbone che visita un'abbazia benedettina,  dei Principi e Geografi, di San Matteo e San Gennaro che presentano i Santi Crispino e Crispiniano alla Madonna;
- Collezione Prof. Leone, Napoli:

Tela della Presentazione al Tempio;
- Collezione Palmieri, Napoli:

Tela dell'Immacolata concezione;
- Collezione Perrone-Capano, Napoli:

Tela del Serpente di bronzo;
- Collezione Troiano, Napoli:

Tela di Cristo al Calvario;
- Collezione Pagano, Napoli:

Tela di Vecchia nutrice;
- Collezioni private varie, Napoli:

Tele del Cristo che porta la croce, di Sisara e Giaele (n. 3 tavole), del Trionfo di Giuditta (n. 2 tavole), del Trionfo di Mardocheo, dell'Ecce homo, di San Pietro e San Paolo, Ritratto di gentiluomo, di San Gennaro, della Madonna e S.Gaetano;
- Collezione privata, Parigi:

Tele dell'Assunzione della Vergine, della Resurrezione di Cristo e dell'Ascensione di Cristo;
- Collezione privata, Cantù (CO):

Tela del Trionfo di David e tela del Trionfo di Giuditta;
- Abitazione privata di Napoli:

Tela del Trionfo di Giuditta (1758);
- Mercato dell'antiquariato, Parigi:

Tela dell'Allegoria della primavera;
- Collezione privata, Salerno:

Tela del Compianto
- Ubicazione ignota:

Tele di Natura morta con airone e cane, del Ritorno dei fratelli di San Giuseppe (già Finante), di Sant'Antonio Abate (già Sotheby – Firenze);
- Collezione privata, Mosca (Russia):

Tela di Natura morta con fiori e veduta del parco;
- Castello di Pescolanciano (CB):

Tela della Decollazione di Sant'Alessandro Martire (1760)
- Pinacoteca Corrado Giaquinto, Bari:

Tela di “Addolorata”;
Lorenzo De Caro ha eseguito in residenze pubbliche e private di Napoli decorazioni varie: Palazzo dei Governatori della Chiesa di Sant'Anna dei Lombardi alla strada dei Guantai (1741), Casa De Stasio-Maiello sita dietro la Nunziatura Apostolica (1745), Casa De Simone-Coppola alla via Rosario di Palazzo (1748), Casa Comes-Cordosa a Montecalvario (1748), Casa del Marchese de Sterlich alla strada Nardones (1749), Casa di Michele Aveta sul Ponte di Chiaia (1757), Casa di Pietro Bozzoli alla contrada della Concordia al vicolo delle Colonne (1759).
Si può affermare che il pittore Lorenzo De Caro era napoletano, come napoletani erano i suoi avi e che egli è praticamente vissuto sempre a Napoli, dove ha svolto con continuità l'attività professionale iniziata in giovanissima età: le uniche sue parentesi fuori le mura si riferiscono ai presumibili necessari sopralluoghi eseguiti in Provincia di Frosinone, a San Germano (oggi Cassino), per i dipinti commissionatigli per la locale Cattedrale nel 1740 e per la Chiesa di Santa Maria dell'Olivella in Sant'Elia Fiumerapido, nonché a Bracigliano (provincia di Salerno), dove si recò per eseguire l'affresco del Calvario su di una parete del chiostro del Convento di San Francesco.